# Ludvig Mylius-Erichsen
Ludvig Mylius-Erichsen fue un periodista y explorardor danés. Encabezó dos expediciones a Groenlandia. La primera expedición tenía el objetivo de saber más sobre las lenguas y costumbres de los inuit. La segunda expedición, la Expedición Danmark, se llevó a cabo en 1906-1908 para elaborar un mapa de la costa septentrional de Groenlandia. Mylius-Erichsen y dos de sus compañeros murieron durante esa expedición.